# Santpoort Zuid vasútállomás
Santpoort Zuid vasútállomás vasútállomás Hollandiában, Velsen városában.

## Vasútvonalak
Az állomást az alábbi vasútvonalak érintik:
- Haarlem–Uitgeest-vasútvonal

## Kapcsolódó állomások
A vasútállomáshoz az alábbi állomások vannak a legközelebb:
- Santpoort Noord vasútállomás
- Bloemendaal vasútállomás